# Auguste Pavie
Auguste Jean-Marie Pavie (Dinan, 31 maggio 1847 – Thourie, 7 maggio 1925) è stato un diplomatico, esploratore, scrittore e funzionario di Stato francese.
Ebbe un ruolo decisivo nell'insediamento dell'Indocina Francese nell'odierno Laos. Prima e durante la carriera diplomatica, fu distaccato dal governo coloniale francese di stanza nel sudest asiatico, per compiere una lunga serie di perlustrazioni nelle odierne Thailandia, Laos e Cambogia, che gli valsero un'esperienza fondamentale per conoscere territori e popoli locali.

## Biografia

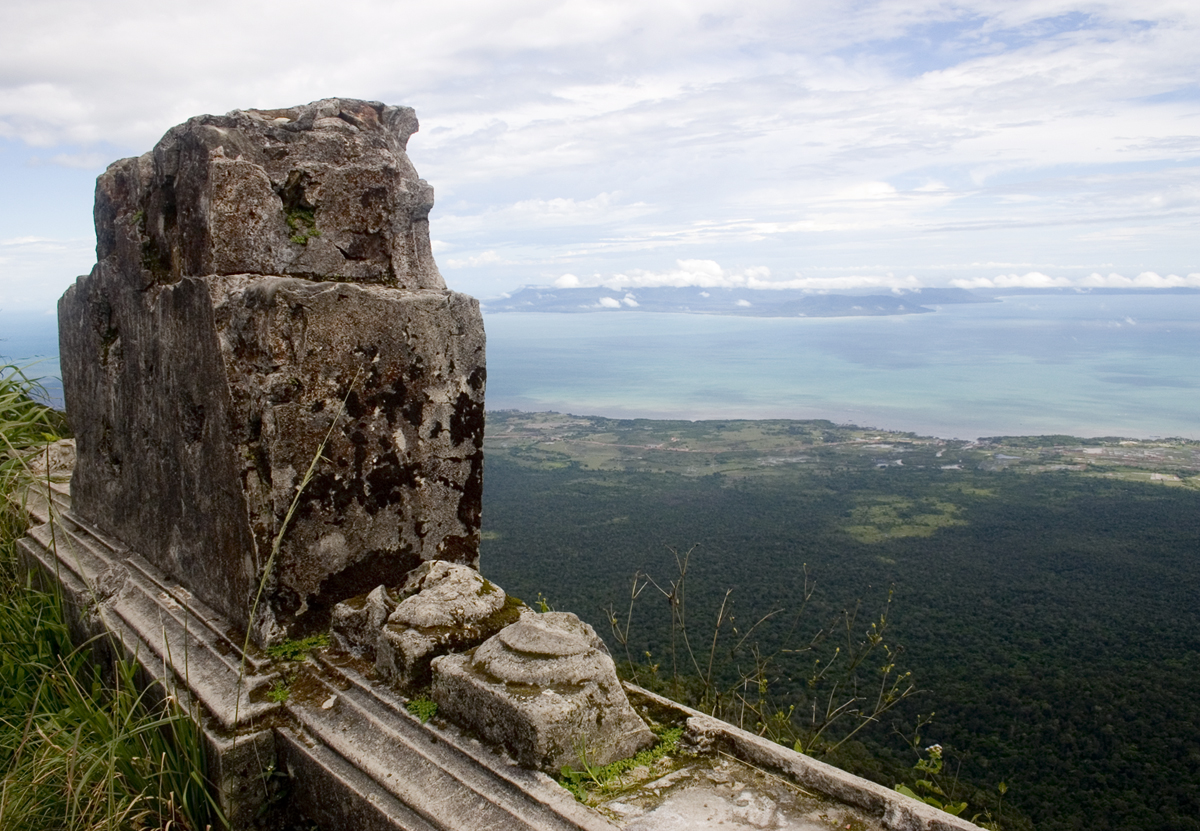
Kampot vista dal vicino monte Bokor

Nato a Dinan in Bretagna, una volta terminati gli studi, a 17 anni entra come volontario nell'esercito. A 20 anni entra nelle troupes de marine e viene assegnato alla Cocincina, nel Vietnam meridionale, dove rimane come impiegato ai telegrafi anche dopo aver ottenuto il congedo militare. Rientra poi come volontario in Marina e ritorna in patria per partecipare alla guerra franco-prussiana. Al termine del conflitto, nel 1871, torna in Indocina e viene impiegato nei telegrafi a Kampot, nella Cambogia del sud. Qui diviene il rappresentante del Protettorato e vi resta per 10 anni.
Nel periodo cambogiano, Pavie si immerge nella cultura locale adottandone gli usi ed apprendendo la lingua. Nel 1879 gli viene affidata la costruzione della linea telegrafica Phnom Penh-Kampot e l'incarico di esplorare le aree rurali interessate. È questa la prima delle cosiddette "missioni Pavie" che lo renderanno famoso e gli faranno percorrere migliaia di chilometri in Indocina. Le sue relazioni diventano subito una preziosa fonte di informazioni sui popoli e i territori locali. Diventa un protetto del governatore della Cocincina, gli viene affidata anche la costruzione della linea telegrafica Phnom Penh-Bangkok e l'esplorazione del vasto territorio che tale linea deve attraversare.

## Carriera diplomatica
Torna a Parigi insieme ad alcuni collaboratori dopo 11 anni trascorsi in Cambogia, e collabora alla formazione della Ecole Cambodgienne, che diverrà in seguito l'Ecole Coloniale. Appena rientrato, i Ministeri delle Poste e della Marina, informati sui suoi trascorsi, lo nominano vice-console a Luang Prabang, capitale del regno omonimo, che a quel tempo era una colonia siamese, ed era un punto nevralgico nello scacchiere coloniale. La lotta instauratasi per la supremazia nel sudest asiatico tra Francia e Impero Britannico vedeva coinvolto l'orgoglioso Siam, che nel 1880 si era annesso territori dell'estremo nord-ovest del Vietnam ribattezzandoli sipsong chao tai (12 principati tai). Da tale zona, storicamente patria di popoli di etnia tai kadai al pari dei siamesi e dei laotiani, partivano le scorrerie dei banditi cinesi dell'esercito della bandiera nera, che avevano più volte devastato Luang Prabang.

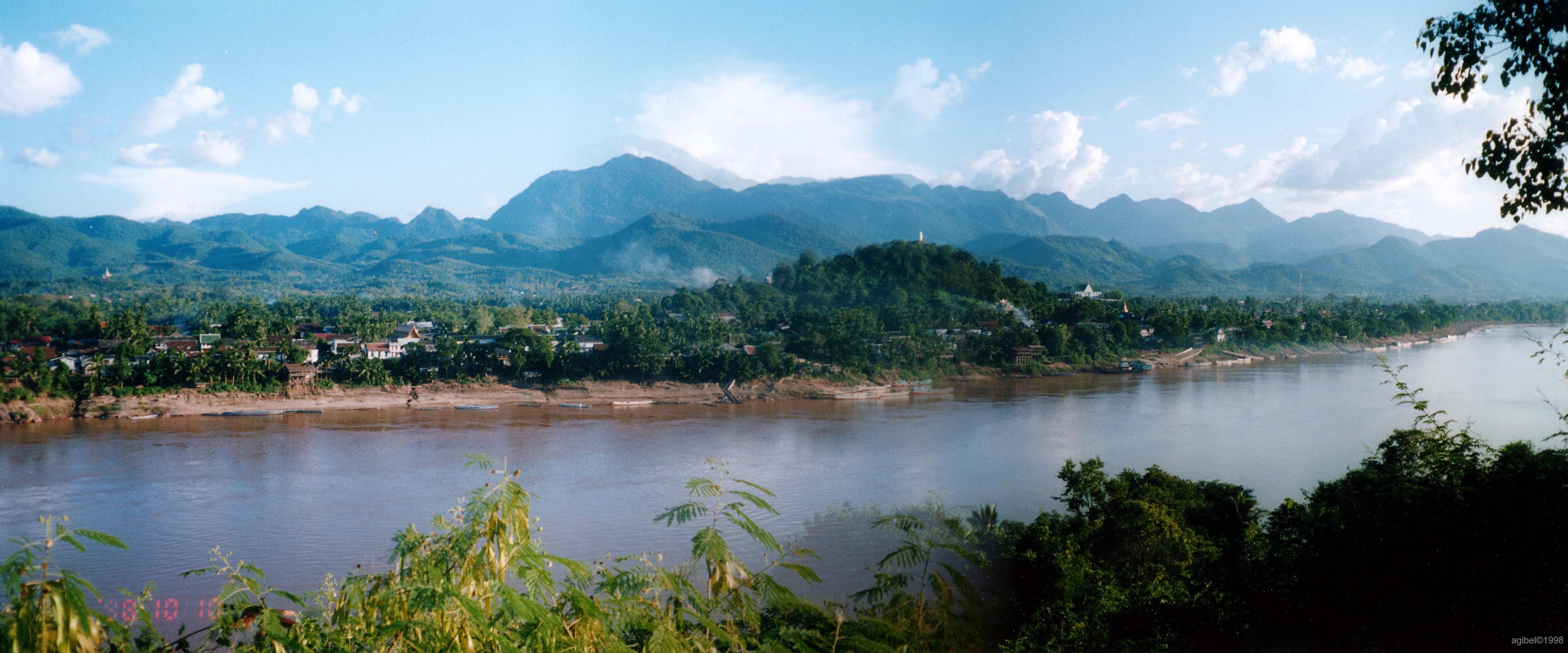
Luang Prabang

Nel 1886, Pavie prende possesso del suo nuovo ufficio e rimane affascinato dall'ambiente cittadino. Nel 1887, una nuova incursione dell'esercito della bandiera nera mette a fuoco la città, nel tentativo di liberare il fratello del capo-banda Deo Van Tri, detenuto dai siamesi. Pavie mette in salvo il sovrano laotiano Oun Kham facendolo trasferire a Bangkok, guadagnandosi la gratitudine e la fiducia del re e del suo popolo. Nel 1888, l'Indocina Francese riprende ai siamesi i territori sipsong chao tai e l'anno seguente Pavie riesce a farne assegnare una parte in protettorato a Deo Van Tri, a cui viene riconosciuto il titolo di "signore di Lao Cai". Questa politica di guadagnarsi stima e fiducia dei capi e delle loro genti, verrà definita da Pavie nella sua autobiografia "la conquête des coeurs" (la conquista dei cuori). Nel 1891 viene nominato Console Generale di Francia a Luang Prabang.
Nel 1892 viene trasferito a Bangkok, dove assume un ruolo fondamentale durante la guerra franco-siamese del 1893, quando una corazzata francese attracca in città e minaccia di bombardare il Grande Palazzo Reale, obbligando Rama V del Siam a firmare un trattato con cui vengono ceduti tutti i territori ad est del Mekong all'Indocina Francese. In tale modo la potenza europea si garantisce il controllo dell'odierno Laos e di tutto il basso corso del Mekong. Nel 1894 viene proclamata la prima Repubblica del Laos, sotto protettorato francese, e Pavie viene nominato Commissario Generale della nuova repubblica, con il compito di sovrintendere all'organizzazione del territorio ed al rispetto del trattato di Bangkok. Con l'istituzione di tale nuovo Stato, che riunificava i regni di Luang Prabang e di Champasak, colonie siamesi, a quello di Vientiane, annesso dal Siam nel 1829, viene ufficialmente coniato il nome Laos, storpiatura francese del locale termine ລາວ (Làaó). Il Siam riesce a mantenere il controllo del territorio laotiano dell'altopiano di Korat, l'odierno Isan, annesso nel lontano 1779. Sempre nel 1894, Pavie viene nominato ministro plenipotenziario dell'Indocina Francese.

## Missioni Pavie

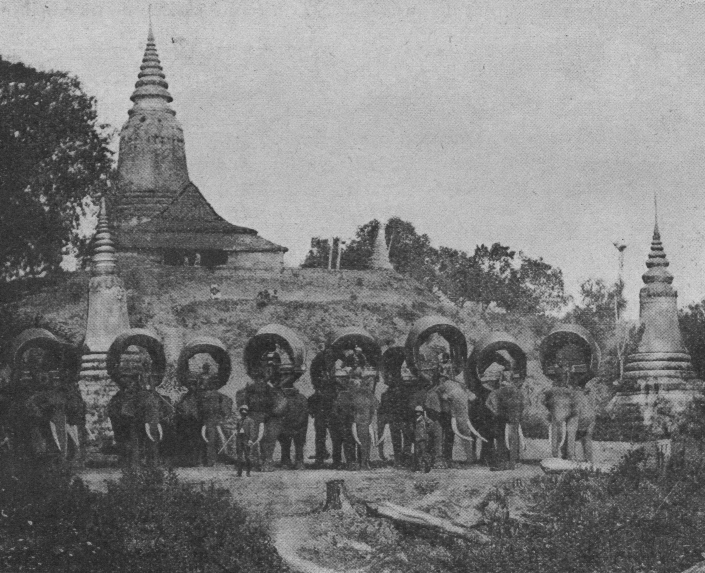
Stampa d'epoca con gruppo di elefanti tratta da Mission Pavie en Indochine, Volume VII

Nel corso delle sue missioni, Pavie effettuò misurazioni e ricerche su un territorio di 676.000 km², viaggiando per 30.000 km con i mezzi più disparati e fornendo una grande quantità di informazioni inedite. Fu accompagnato da un gruppo di esperti, molti dei quali provenienti dall'École Cambodgienne di Parigi. Tale scuola, che Pavie contribuì a fondare e che sarebbe divenuta École Coloniale nel 1889, è tuttora in esercizio con il nome di École Nationale de la France d'Outre-Mer. Pavie fece in modo che avessero accesso alla scuola anche i nativi cambogiani vietnamiti e laotiani.
La prima missione Pavie, dal 1879 al 1885, fu effettuata nel sud della Cambogia e del Siam. La seconda ebbe luogo tra il 1886 ed il 1889 nel vasto territorio compreso tra il corso centrale del Mekong e quello del fiume Nero fino ad Hanoi. La terza missione risalì il corso del Mekong a partire dal suo delta fino a Luang Prabang, tra il 1889 ed il 1891. La quarta missione, dal 1894 al 1895, perlustrò le zone attigue alla lunga frontiera tra il Laos, la Cina e la Birmania.

## Ritorno in Francia
Pavie esce dalla politica nel 1904 e torna in Francia, dove mette in ordine la sua enorme collezione di appunti per darli alla stampa. Tra il 1898 ed il 1921 porta a termine le opere La mission Pavie, A la conquête des coeurs e Contes du Cambodge, du Laos et du Siam.

## Opere
- Mission Pavie en Indochine, 1879-1895. 7 volumi. Paris: Leroux, 1898-1919.
- A la conquête des coeurs: Le Pays des millions d'Eléphants. Paris, Presses Universitaires de France, 1942.
- Contes populaires du Cambodge, du Laos et du Siam. Paris: Leroux, 1903.

## Galleria d'immagini

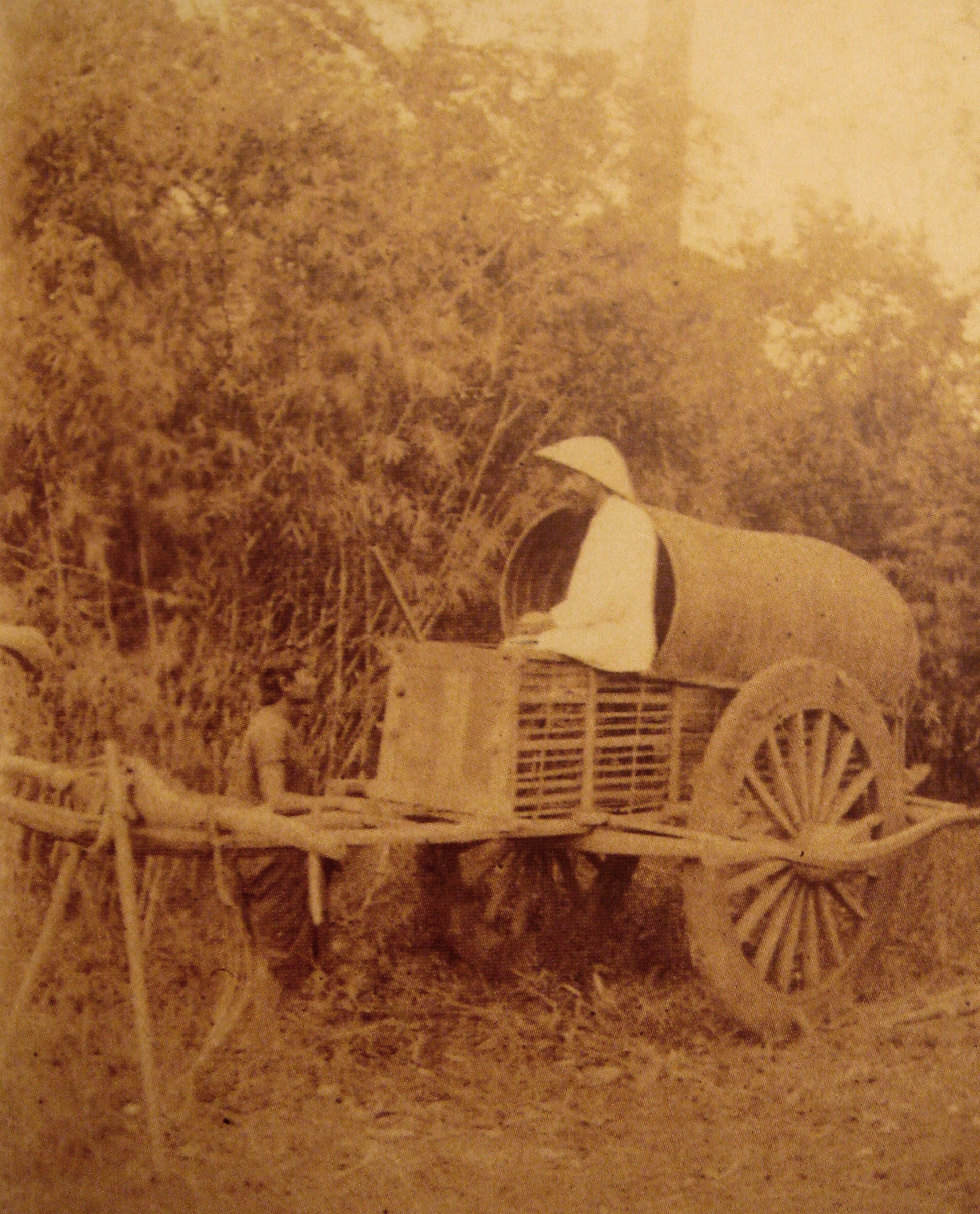
Auguste Pavie durante le misurazioni in Cambogia nel 1879
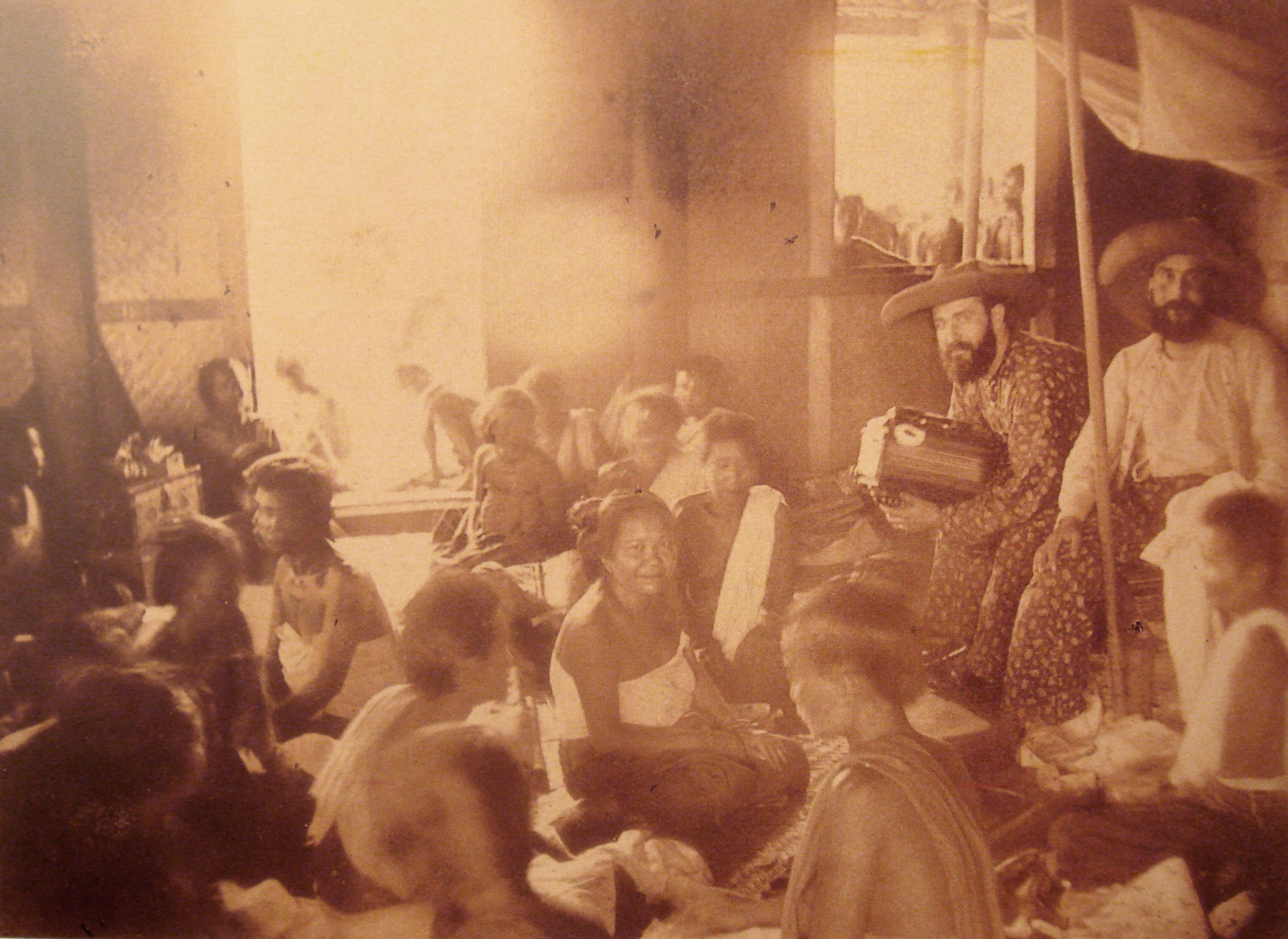
Auguste Pavie a Luang Prabang
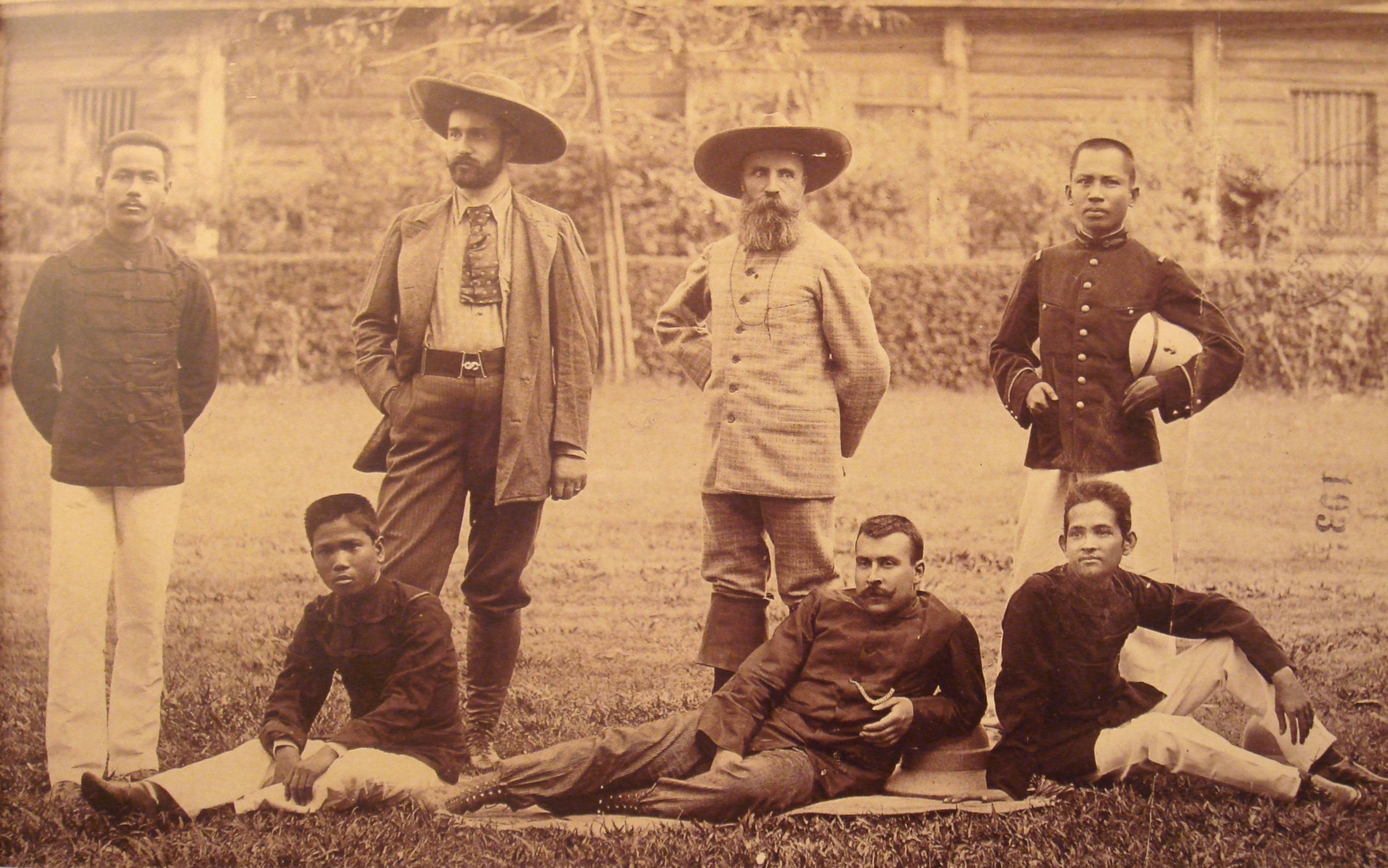
Auguste Pavie (terzo da sinistra) nel 1893 con gli interpreti cambogiani istruiti all'École Coloniale
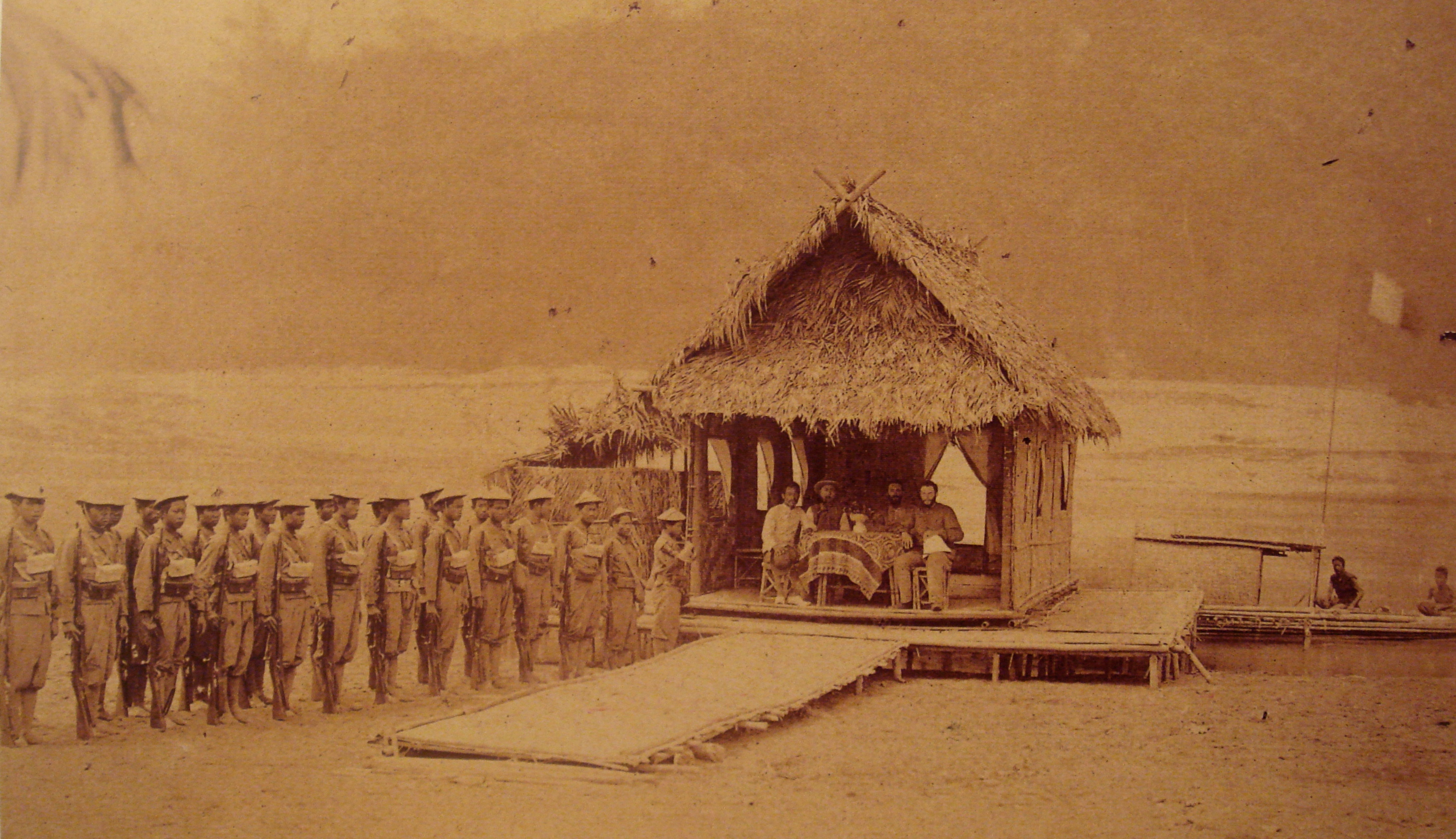
Auguste Pavie a colloquio con principi laotiani